# Paul Sabatier (kemiker)
 Der er flere personer med dette navn, se Paul Sabatier.
Paul Sabatier (født 5. november 1854 i Carcassonne, død 14. august 1941 i Toulouse) var en fransk kemiker, der i 1912 modtog Nobelprisen i kemi for katalyse i organisk kemi sammen med Victor Grignard, der fik den for organiske synteser.
I sin tidlige forskning beskæftigede Sabatier sig med svovls og metalliske sulfaters termokemi, hvilket førte til hans doktorgrad. I Toulouse udvidede han sit forskningsfelt til at omfatte sulfider, klorider, kromater og kobberholdige forbindelser. Han studerede også nitrogenoxider. I 1900 opdagede han, at umættede organiske forbindelser kan optage brint, når de ledes over en nikkelkatalysator. Senere fandt han, at man med brint og bestemte katalysatorer kan omdanne carbonoxid til methan, nitrobenzen til anilin og acetone til propanol.
Sabatier er mest kendt for Sabatier-processen og hans værk La Catalyse en Chimie Organique, der udkom i 1913. Han er desuden kendt for Sabatier-katalyseprincippet. I Toulouse er Université Paul Sabatier opkaldt efter Sabaiter.
Han var fra 1928 medlem af Kungliga Vetenskapsakademien samt af Académie des sciences. Han var desuden tildelt Æreslegionen.